# Leichosila talamanca
Leichosila talamanca là một loài bướm đêm thuộc phân họ Arctiinae, họ Erebidae. Nó được tìm thấy ở Cordillera de Talamanca, Costa Rica.
Chiều dài cánh trước khoảng 15–16 mm.